# CS Grevenmacher
Club Sportif Grevenmacher – luksemburski klub piłkarski z siedzibą w mieście Grevenmacher, we wschodnim Luksemburgu.

## Historia
Klub został założony w 1909 jako Stade Mosellan. Obecną nazwę nadano mu w 1919.
Podczas niemieckiej okupacji w czasie II wojny światowej nazwa zespołu została zmieniona na FK Grevenmacher. Był to element germanizacyjnej polityki gauleitera Gustava Simona. Poprzednią nazwę przywrócono w 1944.
W sezonie 1949/50 Grevenmacher po raz pierwszy zagrał w luksemburskiej ekstraklasie. W 1951 klub awansował do finału Pucharu Luksemburga, w którym przegrał jednak z SC Tétange po dodatkowym meczu.
W latach dziewięćdziesiątych Grevenmacher już na stałe zadomowił się w czołówce ligi luksemburskiej. W sezonie 1993/94 został wicemistrzem kraju i po raz pierwszy swojej historii zakwalifikował się do Pucharu UEFA. W 1995 po wieloletniej przerwie drużyna znów zagrała w finale krajowego pucharu, który wygrała, pokonując w dwumeczu Jeunesse Esch. Od sezonu 1992/93 Grevenmacher tylko raz kończył sezon w drugiej połowie tabeli, zajmując przy tym siedmiokrotnie drugie miejsce.
W sezonie 2002/03 klub po raz pierwszy w swojej historii wygrał ligowe rozgrywki i zapewnił sobie grę w eliminacjach Ligi Mistrzów. W tym samym roku wygrał też Puchar Luksemburga, kompletując dublet.

## Sukcesy
- Nationaldivisioun

Zwycięstwo (1x): 2002/03
Drugie miejsce (7x): 1993/94, 1994/95, 1995/96, 1996/97, 1999/00, 2000/01, 2001/02
- Puchar Luksemburga

Zwycięstwo (3x): 1994/95, 1997/98, 2002/03
Drugie miejsce (4x): 1950/51, 1952/53, 1953/54, 1958/59

## Europejskie puchary
Grevenmacher dziewięciokrotnie brał udział w europejskich rozgrywkach.
- Liga Mistrzów

Runda kwalifikacyjna (1x): 2003/04
- Puchar Zdobywców Pucharów

Runda kwalifikacyjna (2x): 1995/96, 1998/99
- Puchar UEFA

Runda kwalifikacyjna (6x): 1994/95, 1996/97, 1997/98, 2000/01, 2001/02, 2002/03
Klub nigdy nie wygrał dwumeczu w europejskich pucharach, ale notował sukcesy w pojedynczych spotkaniach.
- W sezonie 1995/96 w Pucharze Zdobywców Pucharów Grevenmacher pokonał w pierwszym meczu na własnym stadionie Reykjavíkur 3:2, ale w rewanżu na Islandii poległ 0:2 i odpadł z rozgrywek, przegrywając w dwumeczu 3:4.
- W sezonie 2000/01 Grevenmacher przegrał pierwszy mecz w Pucharze UEFA z HJK Helsinki na wyjeździe 1:4. By awansować dalej musiał u siebie wygrać co najmniej 3:0. Zwyciężył jednak wynikiem o jedną bramkę mniejszym.
- W sezonie 2002/03 Grevenmacher podejmował w Pucharze UEFA cypryjski Anorthosis Famagusta. Po porażce w meczu na Cyprze 0:3, wygrał na własnym stadionie 2:0 i do awansu zabrakło mu dwóch bramek.

Grevenmacher zremisował też w europejskich rozgrywkach dwa mecze, w sezonach 1996/97 z Dinamo Tbilisi (Puchar UEFA) i 2003/04 z Leotar Trebinje (eliminacje Ligi Mistrzów).
Legenda do wszystkich tabel:
- Q – runda eliminacyjna, 1/16, 1/8, 1/4, 1/2 – odpowiednia faza rozgrywek, Grupa – runda grupowa, 1r gr – pierwsza runda grupowa, 2r gr – druga runda grupowa, F – finał, R – runda, PO – play-off
- k. – rzuty karne, los. – losowanie, Dogr. – dogrywka, w. – zasada bramek strzelonych na wyjeździe

| Sezon   | Rozgrywki                 | Runda | Przeciwnik           | Dom | Wyjazd | Ogólnie |
| ------- | ------------------------- | ----- | -------------------- | --- | ------ | ------- |
| 1994/95 | Puchar UEFA               | Q     | Rosenborg BK         | 1–2 | 0–6    | 1–8     |
| 1995/96 | Puchar Zdobywców Pucharów | Q     | KR Reykjavík         | 3–2 | 0–2    | 3–4     |
| 1996/97 | Puchar UEFA               | Q     | Dinamo Tbilisi       | 2–2 | 0–4    | 2–6     |
| 1997/98 | Puchar UEFA               | 1Q    | Hajduk Split         | 1–4 | 0–2    | 1–6     |
| 1998/99 | Puchar Zdobywców Pucharów | Q     | Rapid Bukareszt      | 2–6 | 0–2    | 2–8     |
| 2000/01 | Puchar UEFA               | Q     | HJK Helsinki         | 2–0 | 1–4    | 3–4     |
| 2001/02 | Puchar UEFA               | Q     | AEK Ateny            | 0–2 | 0–6    | 0–8     |
| 2002/03 | Puchar UEFA               | Q     | Anorthosis Famagusta | 2–0 | 0–3    | 2–3     |
| 2003/04 | Liga Mistrzów             | 1Q    | Leotar Trebinje      | 0–0 | 0–2    | 0–2     |
| 2004    | Puchar Intertoto          | 1R    | Tampere United       | 1–1 | 0–0    | 1–1, w. |
| 2006    | Puchar Intertoto          | 1R    | Nitra                | 0–6 | 2–6    | 2–12    |
| 2008/09 | Puchar UEFA               | 1Q    | FH Hafnarfjörður     | 1–5 | 2–3    | 3–8     |
| 2009/10 | Liga Europy               | 1Q    | Vėtra Wilno          | 0–3 | 0–3    | 0–6     |
| 2010/11 | Liga Europy               | 1Q    | Dundalk              | 1–2 | 3–3    | 4–5     |
| 2012/13 | Liga Europy               | 1Q    | KF Tirana            | 0–0 | 0–2    | 0–2     |

## Skład na sezon 2015/2016
| Nr | Poz. | Piłkarz             |
| -- | ---- | ------------------- |
| 1  | BR   | Michał Augustyn     |
| 2  | OB   | Vic Speller         |
| 3  | OB   | Dariusz Brzyski     |
| 4  | PO   | Michel Bechtold     |
| 5  | PO   | Gilles Feltes       |
| 6  | PO   | René Peters         |
| 7  | NA   | Ben Guettai         |
| 9  | NA   | Damien Steinmetz    |
| 11 | NA   | Joël Kitenge        |
| 12 | BR   | Esteban Delaporte   |
| 13 | OB   | Mathieu Trierweiler |

| Nr | Poz. | Piłkarz           |
| -- | ---- | ----------------- |
| 14 | PO   | Din Dervisevic    |
| 16 | OB   | Omar Ontiveros    |
| 17 | PO   | Ines Sehovic      |
| 18 | NA   | Florian Gaspar    |
| 19 | PO   | Christophe Pazos  |
| 21 | NA   | Giuseppe Schipani |
| 22 | OB   | Tim Heinz         |
| 26 | PO   | Bob Dahlke        |
|    | PO   | Matondo Makiadi   |
|    | NA   | Keiven Goncalves  |